# William Alfred Robinson (homme politique canadien)
Pour les articles homonymes, voir William Alfred Robinson et Robinson.
William Alfred Robinson (12 juillet 1905-15 novembre 1957) est un homme politique canadien de l'Ontario. Il est député fédéral libéral de la circonscription ontarienne de Simcoe-Est de 1945 à 1957. 

## Biographie
Né à Penetanguishene en Ontario, Robinson étudie au Upper Canada College et à l'Université de Toronto d'où il devient avocat. Il entame une carrière publique en servant comme maire de Midland en 1945.
Élu en 1945 et réélu en 1949 et 1953, il sert comme  vice-président de la Chambre des communes durant le 22e législature du Canada de 1953 à 1957. Il est défait en 1957 et meurt peu de mois après.